# Swim & Run

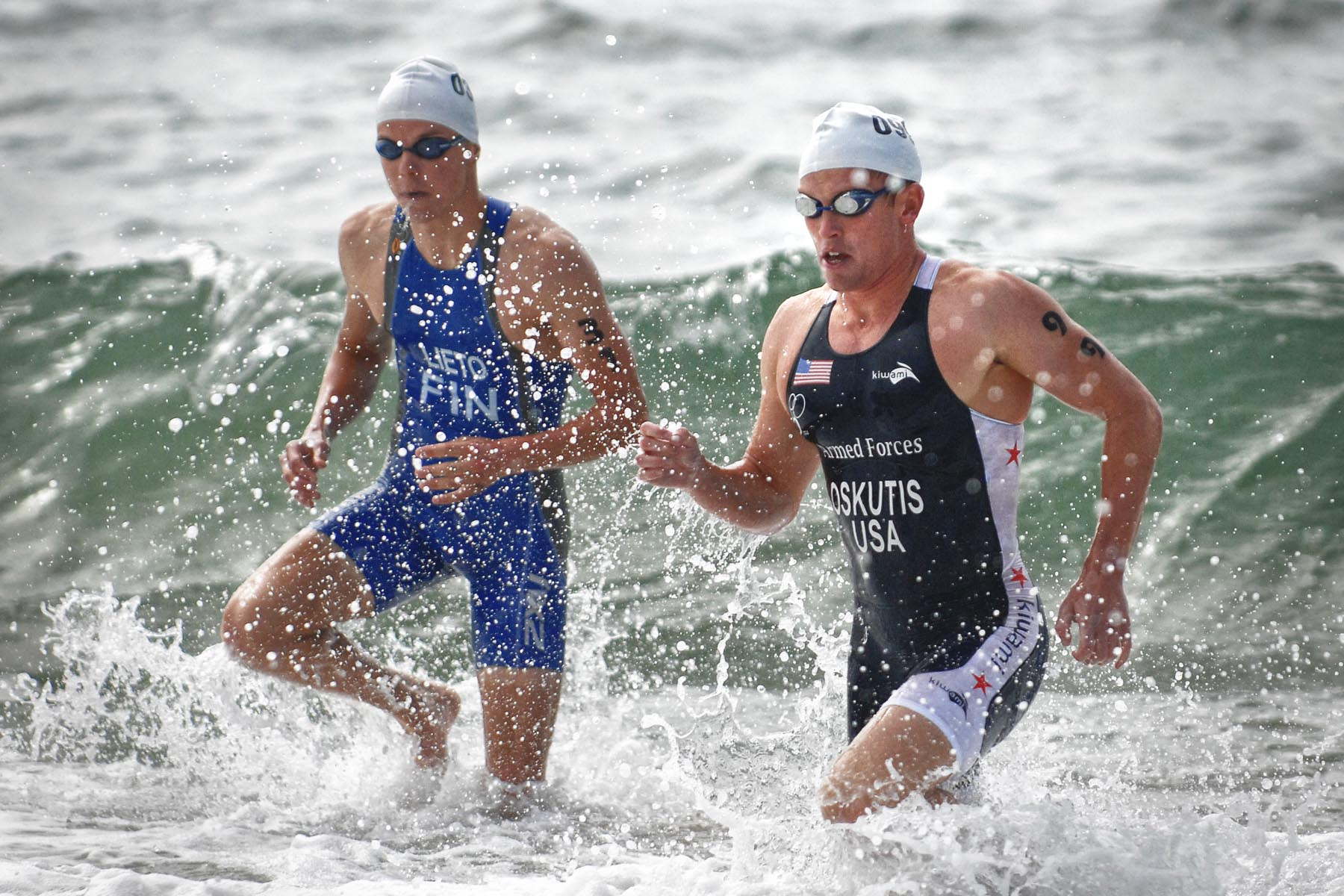
Wechsel vom Schwimmen zum Laufen

Ein Swim & Run (auch Aquathlon oder Ambathlon) ist ein Ausdauerwettkampf. Er besteht als Mehrkampf aus den Disziplinen Schwimmen und Laufen mit ununterbrochener Zeitnahme.
Der Wettkampf beginnt mit dem Schwimmen. Anschließend werden Laufschuhe angezogen und eventuell die Sportkleidung gewechselt. Danach geht es direkt zum Lauf über. Normalerweise orientieren sich die Distanzen an den Triathlonwettkämpfen für Volks- und Kurztriathlon (500–750 m Schwimmen, 5 km Laufen oder 1–1,5 km Schwimmen, 10 km Laufen).
Aus Australien kommt eine Variante, die unter dem Namen Aquathlon in der deutschen Sportordnung geführt wird. Die Reihenfolge hier sind 2,5 km Laufen, 1 km Schwimmen und wieder 2,5 km Laufen. Verwandt sind die Sportart Swimrun (mehrfacher Wechsel zwischen Laufen und Schwimmen) sowie die nicht ausdauerorientierte Kombinationssportart Biathle (Laufen – Schwimmen – Laufen).
Swim & Run und Aquathlon sind in den Triathlonverbänden organisiert.